# Barrio Primero
Barrio Primero, även La Calavera, är en ort i kommunen Morelos i delstaten Mexiko i Mexiko. Samhället hade 897 invånare vid folkräkningen år 2020.